# تيد واتس
تيد واتس (بالإنجليزية: Ted Watts)‏ هو لاعب كرة قدم أمريكية أمريكي، ولد في 29 مايو 1958 في تاربون سبرينغز في الولايات المتحدة.

## وصلات خارجية
- تيد واتس على موقع مرجع كرة القدم المحترفة.كوم (الإنجليزية)